# Sara Dircxdochter
Sara Dircxdochter är känd som den första dokumenterade kvinnliga transvestiten i Nederländerna.
Hon dömdes 4 mars 1550 till skamstraff och fyra års förvisning sedan hon hade utgett sig för att vara man under namnet Salomon Dircxzoon. Hon avslöjades sedan hon hade övernattat på ett härbärge för män klädd i manskläder. Hon räknas också till de första dokunmenterade fallen av kvinnor i Europa som levde utklädda till män, då den tidigaste fallet i Tyskland är från 1554 och i de övriga Europa från slutet av 1500-talet: endast Frankrike har ett tidigare bekräftat fall, från 1535. De medeltida fallen är inte bekräftade genom rättsdokument. 